# Ectenessa gymnopennis
Ectenessa gymnopennis is een keversoort uit de familie van de boktorren (Cerambycidae). De wetenschappelijke naam van de soort werd voor het eerst geldig gepubliceerd in 2013 door Dalens & Giuglaris.